# 八積駅
八積駅（やつみえき）は、千葉県長生郡長生村岩沼にある、東日本旅客鉄道（JR東日本）外房線の駅である。

## 歴史
- 1898年（明治31年）3月25日：房総鉄道の岩沼駅（いわぬまえき）として開設[2]。旅客・貨物取扱い[3]。
- 1907年（明治40年）9月1日：房総鉄道が買収され、帝国鉄道庁の駅となる[1]。
- 1915年（大正4年）3月11日 ：八積駅に改称[3]。
- 1962年（昭和37年）10月1日：貨物取扱廃止[3]。
- 1987年（昭和62年）4月1日：国鉄分割民営化に伴い、東日本旅客鉄道（JR東日本）の駅となる[1]。
- 1988年（昭和63年）8月31日：コミュニティセンターと合築した新駅舎が落成[4]。
- 1992年（平成4年）：「霞が関ビル記念賞」を受賞[5]。
- 2004年（平成16年）10月16日：ICカード「Suica」の利用が可能となる[6]。東京近郊区間に組込まれる[6]。
- 2010年（平成22年）12月4日：データイムのみ京葉線直通快速列車が停車開始[7]。

## 駅構造
相対式ホーム2面2線を有する地上駅。互いのホームは跨線橋で連絡している。JRでは線路番線振りは一般的に駅舎側から順に1番線となっているが、当駅では例外的に駅舎側の線路（千葉方面）を2番線、相対する線路（安房鴨川方面）を1番線としている。
茂原統括センター（茂原駅）管理のJR東日本ステーションサービスによる業務委託駅で、簡易Suica改札機、自動券売機、乗車駅証明書発行機が設置されている。
駅舎は長生村コミュニティセンターと合築である。

### のりば
| 番線 | 路線    | 方向 | 行先               |
| ---- | ------- | ---- | ------------------ |
| 1    | ■外房線 | 下り | 勝浦・安房鴨川方面 |
| 2    | ■外房線 | 上り | 千葉・東京方面     |

（出典：JR東日本:駅構内図）
- ホームは10両編成までに対応する。

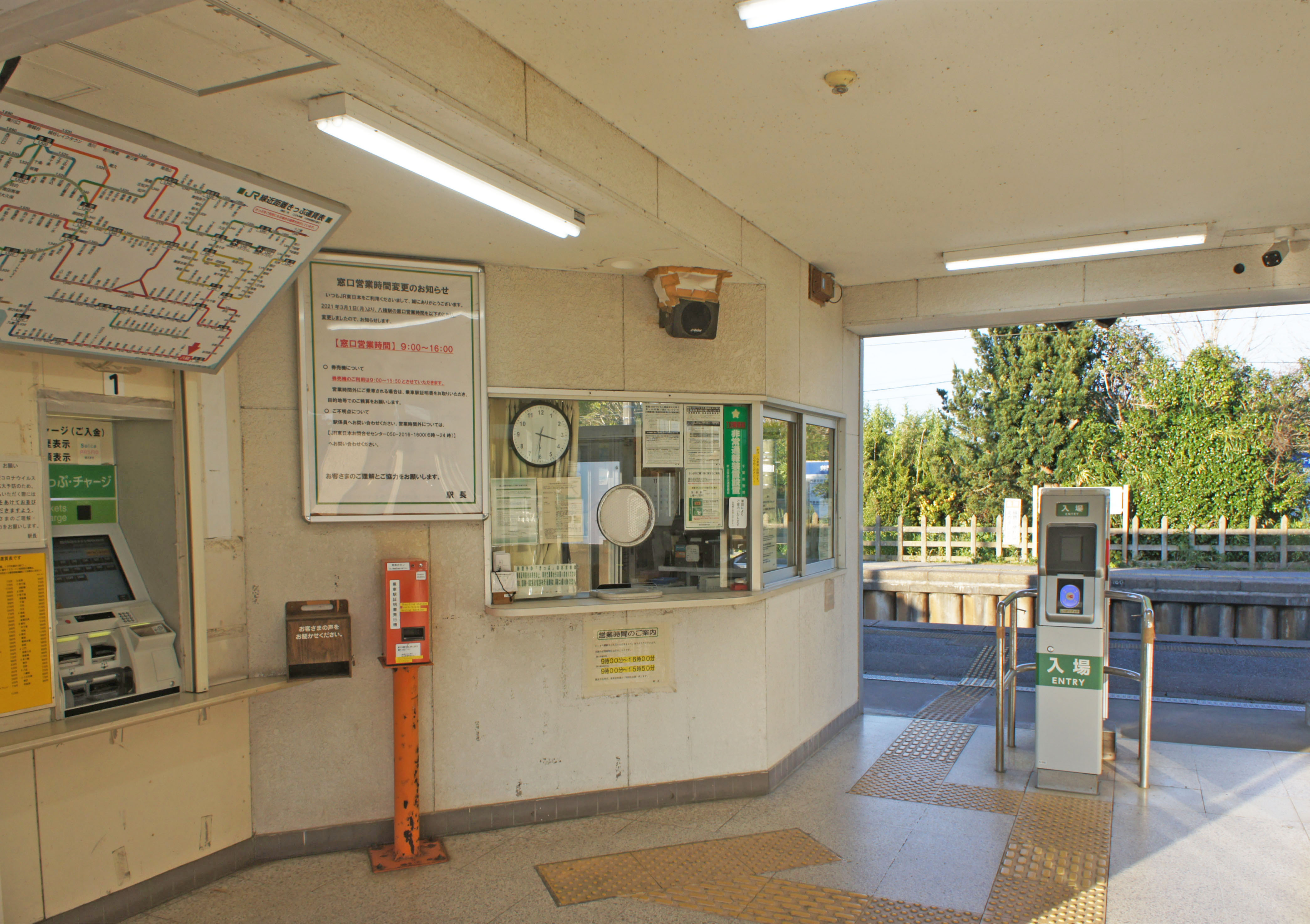
改札口（2021年11月）
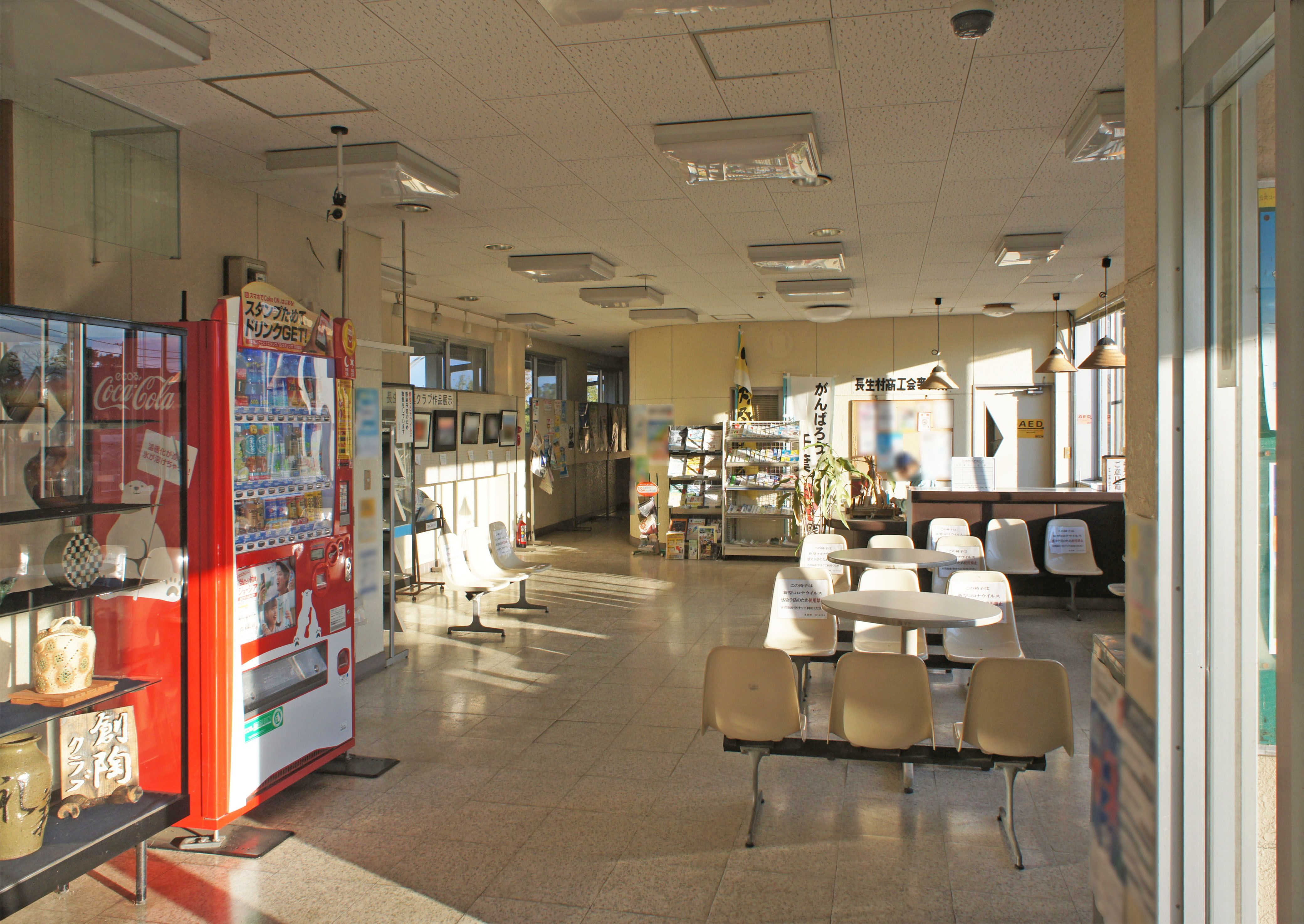
コミュニティスペース（2021年11月）
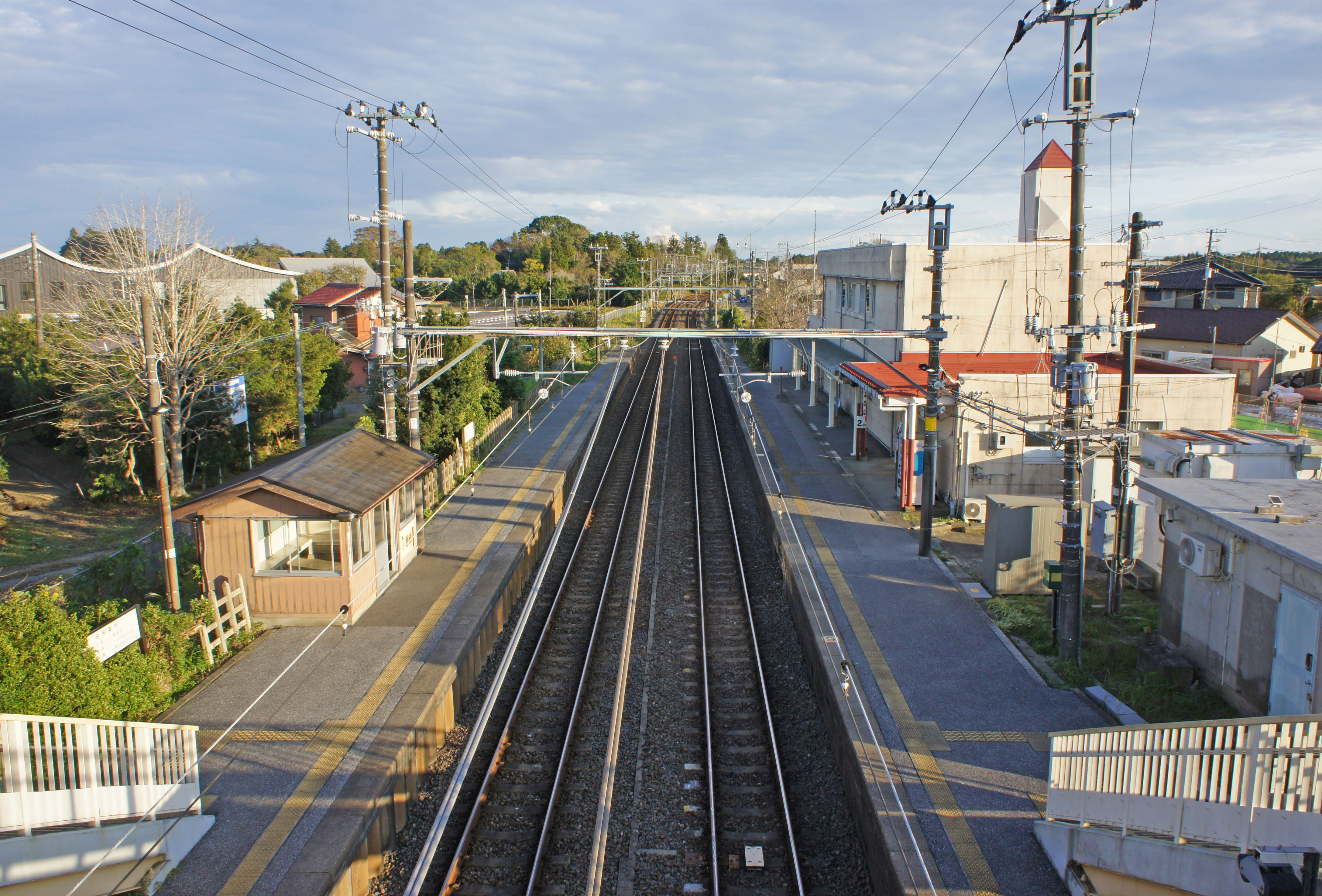
駅ホーム（2021年11月）

## 利用状況
2023年度（令和5年度）の1日平均乗車人員は651人である。
JR東日本および千葉県統計年鑑によると、1990年度（平成2年度）以降の1日平均乗車人員の推移は以下の通り。
| 年度               | 1日平均 乗車人員 | 出典     |
| ------------------ | ---------------- | -------- |
| 1990年（平成02年） | 636              | [ * 1 ]  |
| 1991年（平成03年） | 681              | [ * 2 ]  |
| 1992年（平成04年） | 754              | [ * 3 ]  |
| 1993年（平成05年） | 784              | [ * 4 ]  |
| 1994年（平成06年） | 772              | [ * 5 ]  |
| 1995年（平成07年） | 786              | [ * 6 ]  |
| 1996年（平成08年） | 840              | [ * 7 ]  |
| 1997年（平成09年） | 808              | [ * 8 ]  |
| 1998年（平成10年） | 829              | [ * 9 ]  |
| 1999年（平成11年） | 852              | [ * 10 ] |
| 2000年（平成12年） | 817              | [ * 11 ] |
| 2001年（平成13年） | 819              | [ * 12 ] |
| 2002年（平成14年） | 797              | [ * 13 ] |
| 2003年（平成15年） | 797              | [ * 14 ] |
| 2004年（平成16年） | 796              | [ * 15 ] |
| 2005年（平成17年） | 807              | [ * 16 ] |
| 2006年（平成18年） | 833              | [ * 17 ] |
| 2007年（平成19年） | 844              | [ * 18 ] |
| 2008年（平成20年） | 879              | [ * 19 ] |
| 2009年（平成21年） | 857              | [ * 20 ] |
| 2010年（平成22年） | 855              | [ * 21 ] |
| 2011年（平成23年） | 878              | [ * 22 ] |
| 2012年（平成24年） | 871              | [ * 23 ] |
| 2013年（平成25年） | 854              | [ * 24 ] |
| 2014年（平成26年） | 814              | [ * 25 ] |
| 2015年（平成27年） | 804              | [ * 26 ] |
| 2016年（平成28年） | 760              | [ * 27 ] |
| 2017年（平成29年） | 757              | [ * 28 ] |
| 2018年（平成30年） | 737              | [ * 29 ] |
| 2019年（令和元年） | 726              | [ * 30 ] |
| 2020年（令和02年） | 556              |          |
| 2021年（令和03年） | 587              |          |
| 2022年（令和04年） | 604              |          |
| 2023年（令和05年） | 651              |          |

## 駅周辺

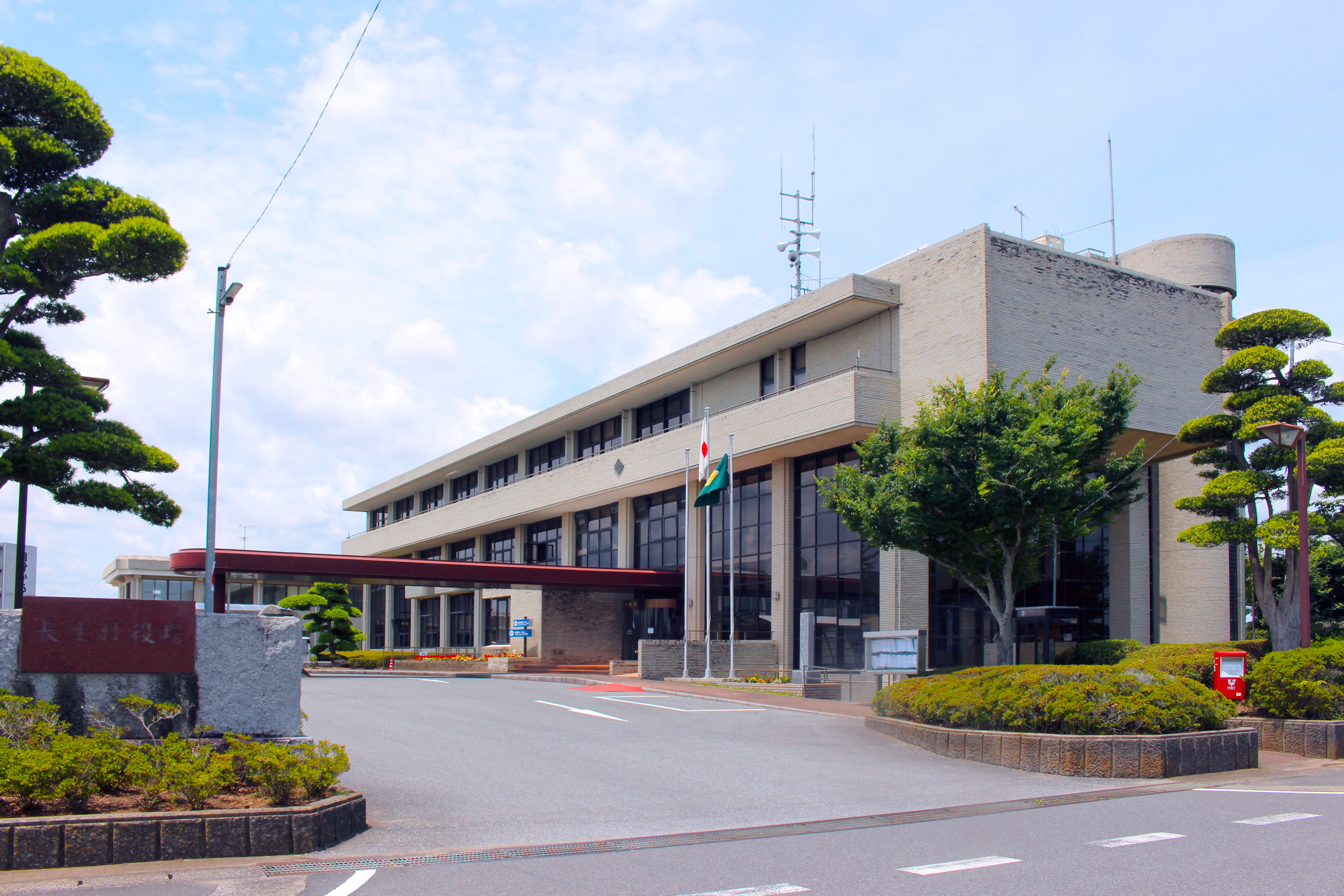
長生村役場

駅前広場はラウンドアバウトとなっており、千葉県道227号八積停車場線が通る。
- 長生村役場
- 長生村立八積保育所
- 長生村立八積小学校
- 長生村立長生中学校
- 長生郵便局
- 長生村体育館
- 長生村運動場
- 長生村文化会館
- 長生村中央公民館
- 千葉県農業総合研究センター
- 千葉県農業総合研究センター育種研究所
- 薮塚球技場
- 双葉電子工業長生電子管工場
- ホームプラザナフコ茂原長生店
- ケーヨーデイツー長生店
- ベイシア長生店
- ケーズデンキ長生店
- コメリハード＆グリーン長生店

## 隣の駅
東日本旅客鉄道（JR東日本）
■外房線
■快速（総武線経由）
通過
■快速（京葉線経由）・■普通（各駅停車）
茂原駅 - 八積駅 - 上総一ノ宮駅

### 記事本文

### 利用状況
1. ↑  千葉県統計年鑑 - 千葉県

JR東日本の2000年度以降の乗車人員
1. 1 2  各駅の乗車人員（2023年度） - JR東日本
2. ↑  各駅の乗車人員（2000年度） - JR東日本
3. ↑  各駅の乗車人員（2001年度） - JR東日本
4. ↑  各駅の乗車人員（2002年度） - JR東日本
5. ↑  各駅の乗車人員（2003年度） - JR東日本
6. ↑  各駅の乗車人員（2004年度） - JR東日本
7. ↑  各駅の乗車人員（2005年度） - JR東日本
8. ↑  各駅の乗車人員（2006年度） - JR東日本
9. ↑  各駅の乗車人員（2007年度） - JR東日本
10. ↑  各駅の乗車人員（2008年度） - JR東日本
11. ↑  各駅の乗車人員（2009年度） - JR東日本
12. ↑  各駅の乗車人員（2010年度） - JR東日本
13. ↑  各駅の乗車人員（2011年度） - JR東日本
14. ↑  各駅の乗車人員（2012年度） - JR東日本
15. ↑  各駅の乗車人員（2013年度） - JR東日本
16. ↑  各駅の乗車人員（2014年度） - JR東日本
17. ↑  各駅の乗車人員（2015年度） - JR東日本
18. ↑  各駅の乗車人員（2016年度） - JR東日本
19. ↑  各駅の乗車人員（2017年度） - JR東日本
20. ↑  各駅の乗車人員（2018年度） - JR東日本
21. ↑  各駅の乗車人員（2019年度） - JR東日本
22. ↑  各駅の乗車人員（2020年度） - JR東日本
23. ↑  各駅の乗車人員（2021年度） - JR東日本
24. ↑  各駅の乗車人員（2022年度） - JR東日本

千葉県統計年鑑
1. ↑  千葉県統計年鑑（平成3年）
2. ↑  千葉県統計年鑑（平成4年）
3. ↑  千葉県統計年鑑（平成5年）
4. ↑  千葉県統計年鑑（平成6年）
5. ↑  千葉県統計年鑑（平成7年）
6. ↑  千葉県統計年鑑（平成8年）
7. ↑  千葉県統計年鑑（平成9年）
8. ↑  千葉県統計年鑑（平成10年）
9. ↑  千葉県統計年鑑（平成11年）
10. ↑  千葉県統計年鑑（平成12年）
11. ↑  千葉県統計年鑑（平成13年）
12. ↑  千葉県統計年鑑（平成14年）
13. ↑  千葉県統計年鑑（平成15年）
14. ↑  千葉県統計年鑑（平成16年）
15. ↑  千葉県統計年鑑（平成17年）
16. ↑  千葉県統計年鑑（平成18年）
17. ↑  千葉県統計年鑑（平成19年）
18. ↑  千葉県統計年鑑（平成20年）
19. ↑  千葉県統計年鑑（平成21年）
20. ↑  千葉県統計年鑑（平成22年）
21. ↑  千葉県統計年鑑（平成23年）
22. ↑  千葉県統計年鑑（平成24年）
23. ↑  千葉県統計年鑑（平成25年）
24. ↑  千葉県統計年鑑（平成26年）
25. ↑  千葉県統計年鑑（平成27年）
26. ↑  千葉県統計年鑑（平成28年）
27. ↑  千葉県統計年鑑（平成29年）
28. ↑  千葉県統計年鑑（平成30年）
29. ↑  千葉県統計年鑑（令和元年）
30. ↑  千葉県統計年鑑（令和2年）